# Il villaggio degli innocenti
“Ho dato un bacio ai bambini e sono andata al mercato.” Occhi bassi, voce inespressiva. “Non sapevo che non li avrei mai più rivisti.”»
(Incipit di Il villaggio degli innocenti)
Il villaggio degli innocenti è un romanzo della scrittrice statunitense Kathy Reichs. Scritto nel 2002, è il quinto ad avere come protagonista l'antropologa forense Temperance Brennan.

## Trama
Tempe, infatti, è stata convocata per far parte di una spedizione umanitaria in Guatemala, che si dovrà attivare per recuperare e ricostruire i corpi di civili, trucidati durante un eccidio, avvenuto tra il 1962 ed il 1996. Verso il termine delle ricerche, due componenti del gruppo di volontari vengono assaliti durante il tragitto tra il villaggio e la capitale, Città del Guatemala, e uno dei due rimane ucciso. Già in seguito a questo episodio, la dottoressa inizia a pensare che qualcuno stia impedendo all'équipe di ottenere delle risposte. Le sue supposizioni trovano conferma successivamente, quando viene interpellata dal Dipartimento di polizia locale, per ottenere informazioni riguardo ad un cadavere femminile decomposto, ritrovato in una fossa biologica. Infatti Tempe ed il tenente Galiano, poliziotto guatemalteco, troveranno serie difficoltà e numerosi impedimenti nel cercare l'identità del corpo, che potrebbe corrispondere ad una di quattro ragazze risultanti scomparse, tra cui anche la figlia dell'ambasciatore canadese. L'antropologa decide allora di chiedere l'intervento del suo amato, il tenente Ryan, che la raggiungerà sul posto e l'aiuterà nelle indagini. Viene ritrovata un'altra ragazza morta e la figlia dell'ambasciatore, ma viva. Questo, però, fa chiarezza solo inizialmente, poiché si scopre che chi osteggiava l'investigazione, faceva parte dei gruppi militari autori dei massacri e probabilmente erano anche collegati con l'agguato ai danni dei compagni di Tempe. Il libro termina con la protagonista in condizioni precarie, pericolose ed a faccia a faccia con l'assassino, ma ne uscirà vincitrice. Nel libro c'è anche spazio per alcuni sviluppi della vita personale e sentimentale della Brennan, che risulta essere alquanto complicata, ma tutto sarà più chiaro solamente nel racconto successivo.

## Personaggi
- Temperance Brennan: protagonista ed antropologa forense;
- Andrew Ryan: tenente della Section de Crimes contre la Personne della SUQ (Sûreté du Québec);
- Galiano: tenente di Polizia guatemalteco;
- Diaz: procuratore guatemalteco.

## Narrazione
Il romanzo è narrato in prima persona dalla protagonista e vi è un intreccio tra descrizioni scientifiche delle procedure utilizzate, la narrazione degli eventi, dei contesti e dei personaggi ed infine le sensazioni e le emozioni della dottoressa.

## Edizioni
- Kathy Reichs, Il villaggio degli innocenti, Superbur narrativa, Rizzoli, 2003,  p. 400, ISBN 978-88-17-10718-1.